# Audio Comparer
Audio Comparer — умовно безкоштовна утиліта для пошуку дублікатів серед аудіофайлів у системі за їх реальним звуковим змістом.

## Опис
Audio Comparer призначена для пошуку дублікатів у аудіофайлах в операційних системах Microsoft Windows. Головна особливість програми, на відміну від більшості утиліт подібного роду, полягає в тому, що Audio Comparer здійснює пошук не за тегами та іншими подібними критеріями, а за прямим звучанням аудіофайлів з подальшим порівнянням на їх однотипність.
Підтримує багато музичних форматів, серед яких: MP3, MP2, MP1, WMA, AIF, WAV, WavPack, FLAC, APE, AAC та OGG, також має велику швидкість обробки даних та необмежену[що?] пам'ять. Утиліта може прочитати стислі дані, запаковані різними алгоритмами або дані з різним бітрейтом. Після виконання операції Audio Comparer пропонує користувачам різноманітні файлові дії, наприклад: видалити, копіювати або перемістити файл в інший локальний каталог.
Одним із недоліків програми є відсутність запам'ятовування[що?] коротких файлів, тривалість відтворення яких менша за 1,5 хвилини, оскільки подібних даних мало для коректної обробки та порівняння.